# Osłonin
Osłonin – wieś w Polsce położona w województwie wielkopolskim, w powiecie wolsztyńskim, w gminie Przemęt.

## Historia
Miejscowość pierwotnie związana była z Wielkopolską. Ma metrykę średniowieczną i istnieje co najmniej od początku XIII wieku. Wymieniona po raz pierwszy w dokumencie zapisanym po łacinie z 1210 pod nazwą Ozlonino, 1278 Oslonino, 1358 błędnie Słonino, 1411 Osłony, 1533 Olomino.
Wieś była własnością książęcą, później rycerską, a ostatecznie stała się majętnością kościelną należącą do opactwa cystersów w Wieleniu. W 1401 miejscowość należała do opola przemęckiego, które było reliktem wspólnoty rodowo-terytorialnej na tym terenie, a w średniowieczu stało się podokręgiem lokalnej kasztelanii. W 1530 miejscowość należała do powiatu kościańskiego Korony Królestwa Polskiego, a w 1510 należała do parafii Świętopietrze (dziś Przedmieście).
Po raz pierwszy miejscowość wspomniana została z 1210 w dokumencie wystawionym przez księcia kaliskiego i wielkopolskiego Władysława Odonica  dla cystersów z Pforty, którzy mieli ustanowić opactwo w Wieleniu w kasztelanii przemęckiej. Ksiażę przydzielił cystersom jako uposażenie klasztoru liczne dobra, a w tym m.in. Radomierz wraz z Górskiem i Osłoninem. Ostatecznie jednak fundacja ta nie została zrealizowana.
W 1278 książęta wielkopolscy Bolesław Pobożny oraz Przemysł II wspólnie oznajmili, że wojewoda Beniamin nadał opactwu cystersów w Paradyżu, w celu założenia nowego klasztoru, liczne wsie, w tym m.in. Osłonin. W 1288 książę Przemysł II przysądził Osłonin klasztorowi w Wieleniu. W 1370 król polski Kazimierz Wielki zatwierdził klasztorowi w Wieleniu posiadane przywileje i dobra, m.in. Osłonin. W 1533 król polski Zygmunt I Stary zatwierdził opactwu Cystersów w Przemęcie posiadane przywileje i dobra, m.in. Osłonin.
W 1379 imiennie odnotowany został w dokumencie opata wieleńskiego miejscowy sołtys Oćmik, który był świadkiem sądowym. W 1411 Jędrzych wójt w Przemęcie sprzedał swe wójtostwo Oćmikowi z Osłonina jako swemu bratu za 87 grzywien. W 1401 wieś Osłonin zapłaciło karę finansową z powodu nie stawienia się na zebranie opolne odbywające się w Wilkowie Polskim w celu rozgraniczenia okolicznych terenów. W 1411 imiennie odnotowano Jakuba Wojszewicza pochodzącego z Osłonina, który został mieszczaninem w Przemęcie, które wówczas było miastem.
Miejscowość odnotowały historyczne rejestry podatkowe. W 1530 odnotowano pobór podatków od jednego łana oraz 3 kwart roli. W 1563 pobrano je od 4 łanów, karczmy dorocznej oraz od jednej komornicy. W 1565 miał miejsce pobor podatkowy od 2,5 łana, jednego łana sołeckiego, karczmy dorocznej, 3 zagrodników z rolami, młyna zbożowego o dwóch kołach wodnych. W 1571 pobrano podatki od 3 łanów, jednego łana sołeckiego oraz od karczmy dorocznej. W 1581 od 5 łanów kmiecych oraz od sołtysa, dwóch zagrodników oraz 3 komorników.
Wieś duchowna Osłonino, własność opata cystersów w Przemęcie pod koniec XVI wieku leżała w powiecie kościańskim województwa poznańskiego w Rzeczypospolitej Obojga Narodów.
Wskutek II rozbioru Polski w 1793 wieś przeszła pod władanie Prus i jak cała Wielkopolska znalazła się w zaborze pruskim. W okresie Wielkiego Księstwa Poznańskiego (1815–1848) miejscowość wzmiankowana jako Osłonina należała do wsi większych w ówczesnym powiecie babimojskim rejencji poznańskiej. Osłonina należała do kaszczorskiego okręgu policyjnego tego powiatu i stanowiła część majątku Kaszczor, który należał wówczas do rządu Królestwa Prus w Berlinie. Według spisu urzędowego z 1837 roku Osłonina liczyła 155 mieszkańców, którzy zamieszkiwali 19 dymów (domostw).
W latach 1975–1998 miejscowość administracyjnie należała do województwa leszczyńskiego.
Wieś liczy ponad 300 stałych mieszkańców i położona jest nad jeziorami Osłonińskim i Wieleńskim, na terenie Przemęckiego Parku Krajobrazowego. Jest ośrodkiem letniego wypoczynku.